# 13-as busz (Békéscsaba)
A békéscsabai 13-as jelzésű autóbusz az Autóbusz-pályaudvar és a Kner II. számú telep között közlekedett. A viszonylatot a Körös Volán üzemeltette.

## Megállóhelyei 1990-ben
| 0  | Autóbusz-pályaudvar végállomás  | 14 |
| 1  | Kötöttárugyár                   | 11 |
| 2  | Felvonógyár                     | 10 |
| 3  | Kulich Gyula lakótelep          | 9  |
| 4  | Kazinczy utca                   | 8  |
| 6  | Rákóczi utca                    | 6  |
| 7  | Békési út                       | 5  |
| 8  | Pamutszövő                      | 4  |
| 9  | Konzervgyár II. számú kapu      | 3  |
| 10 | Forgácsoló                      | 2  |
| 12 | Kner II. számú telep végállomás | 0  |